# Геймергейт
«Геймергейт» (англ. Gamergate) — скандал в англоязычной прессе, начавшийся в августе 2014 года после обвинений в конфликте интересов в адрес женщин, пишущих об игровой индустрии. Впоследствии тема быстро поменялась на обсуждение проблем, связанных с гендерными стереотипами в компьютерных играх, а конкретнее мизогинии и сексизма в культуре компьютерных игр. Сторонники существования «Геймергейта» активно преследовали ряд женщин, активных в игровой индустрии, в частности разработчиц Зоуи Куинн и Брианну Ву и феминистского критика Аниту Саркисян.
Название «Геймергейт» построено по аналогии с другими названиями скандалов на «-гейт» и стало популярным изначально в виде хештега #GamerGate после твита актёра Адама Болдуина.

## Завязка скандала
Как считается, «Геймергейт» начался в середине августа 2014 года с поста в блоге разработчика игр Эрона Гёни (англ. Eron Gjoni) под заголовком «The Zoe Post». В нём он утверждал, что его бывшая девушка Зоуи Куинн якобы изменила ему с Натаном Грейсоном (англ. Nathan Grayson), журналистом сайта о видеоиграх Kotaku, и ещё с несколькими представителями игровой журналистики — якобы для того, чтобы получить положительные обзоры о своей игре Depression Quest. Грейсон никогда не писал обзоров на игры Куинн, а единственное упоминание её в написанных им статьях Kotaku было до начала их отношений. Несмотря на это, геймеры начали использовать статью Гёни для бездоказательных обвинений Куинн в использовании секса для профессионального роста.
Зоуи Куинн — американская независимая разработчица игр, живущая в Канаде. Depression Quest — первая игра её собственной разработки, распространяющаяся бесплатно через Steam начиная с февраля 2013 года. По словам самой разработчицы, игра основана на её собственной истории борьбы с клинической депрессией. Depression Quest получил в основном весьма положительные отзывы от профессиональных изданий, но резко отрицательные — от игроков.
Пост Эрона Гёни вскоре после публикации привлёк большой интерес пользователей 4chan и Reddit, в результате чего личные данные Зоуи Куинн были опубликованы в открытом доступе, её блог на Tumblr был взломан, а сама она получила массу угроз (в том числе ей угрожали убийством и изнасилованием). По её словам, из-за этих угроз ей пришлось сменить место жительства. Эти угрозы привлекли к «Геймергейту» внимание крупных новостных изданий, феминистских организаций и людей, чувствительно относящихся к проявлениям тех или иных форм дискриминации. Их сторонники «Геймергейта» уничижительно называли «воинами социальной справедливости» (social justice warriors).
Вскоре после поста о Зоуи в американской видеоигровой прессе свою активность стали проявлять право-радикально настроенные игроки, резко выражающие свою отрицательную позицию в отношении феминизма, ЛГБТ и политической корректности, они стали оставлять комментарии оскорбительного характера и с призывами к физической расправе над определёнными группами людей. Хотя количество таких игроков было относительно невелико, они стали поводом для многочисленных публикаций с критикой игрового сообщества в целом, которое обвинили в создании среды нетерпимости и женоненавистничества. В свою очередь многие игроки, особенно не знавшие о скандале до того, как они увидели эти статьи, восприняли критику как атаку на геймерскую культуру и обвинили журналистов в неэтичном поведении по отношению к своей аудитории. Сторонники терпимости же восприняли реакцию игроков как нежелание признавать проблемы нетерпимости внутри игрового сообщества. Данные события послужили катализатором основного конфликта.
Сторонники «Геймергейта» стали обвинять журналистов и критиков в неэтичном поведении и настраивании своей аудитории против игрового сообщества в целом, хотя проблема заключалась в небольшой группе радикально настроенных игроков. Игроки стали обращать внимание на то, что критики оставляли завышенные оценки играм, в той или иной степени затрагивающим социальные темы и несправедливость, одновременно занижая оценки играм с ценником AAA. Многие издания отвергли претензии сторонников #GamerGate, посчитав их необоснованными. Журналисты заметили, что сторонники «Геймергейта» вместо того, чтобы конструктивно обсуждать имеющиеся в игровом сообществе этические проблемы, отрицают любые мнения, которые расходятся с традиционными ценностями игрового сообщества. Например, по результатам опроса Pew Research Center в 2015 году, было выявлено, что сообщества сетевых игр являются самыми враждебными по отношению к женщинам в Интернете, где 44 % опрошенных признали, что к мужчинам там относятся дружелюбнее, чем к женщинам. Это вступает в резкий контраст с остальными неигровыми сайтами и площадками для общения, где меньшую дружелюбность к женщинам отмечали не более 14 % опрошенных.
Другая часть журналистов заметила, что у сторонников «Геймергейта» был потенциал поднять дискуссию вокруг значительных проблем в игровой журналистике и существовании в ней коррупции. Тем не менее из-за того, что на стороне «Геймергейта» было множество троллей, рассылающих женщинам-разработчицам и женщинам-критикам сообщения с оскорблениями и угрозами расправы, они дискредитировали умеренных сторонников #GamerGate, предлагающих обоснованную и конструктивную критику и готовых идти на диалог. Журналисты же, пользуясь ситуацией, отказывались вступать в дискуссии с любыми сторонниками, признавая их по умолчанию не объективными.

## «Social justice warriors»
Пейоратив «борец за социальную справедливость» (англ. social justice warrior, SJW) появился в качестве интернет-мема, ассоциирующегося с феминизмом третьей волны. Широко начал употребляться в 2013 году после начала Геймергейта. В основном под «SJW» понимаются блогеры (преимущественно использующие Tumblr), воспитанные в культуре политкорректности и феминизма третьей волны и считающие, что борьба с социальной несправедливостью сводится к борьбе с явной или неявной дискриминацией тех или иных групп людей. Основные идеи:
- Политика идентичности (англ. identity politics). По сравнению со временами Маркса, когда под борьбой с социальной несправедливостью понималась в первую очередь классовая борьба, в развитых странах значительно возросла социальная мобильность и уменьшился разрыв между бедными и богатыми. Как результат — на первый план вышли не классовые различия, а те признаки, которые сложно или практически невозможно поменять (цвет кожи, пол, сексуальная ориентация и т. п.). Политика, направленная на защиту прав таких групп, и стала называться политикой идентичности[38]. О том, как определить степень, в которой та или иная группа подвергается угнетению, речь пойдёт в следующем пункте:
- Теория привилегий (англ. privilege theory). Привилегия — системное преимущество, получаемое индивидом (группой, сословием и так далее) в силу его принадлежности к той или иной доминирующей социальной группе и дающее ему непропорционально большой, по сравнению с маргинализованными индивидами, доступ к материальным ресурсам и институциональной власти[39]. Согласно этой теории, даже если какая-либо социальная группа не подвергается дискриминации официально, она всё равно может страдать от отсутствия привилегий, которые имеются у других социальных групп[источник не указан 1821 день]. В качестве примера: темнокожие американцы в 21 раз чаще становятся жертвами полиции, чем их белые ровесники[40], поэтому белый американец в этом плане привилегирован перед чёрным, несмотря на отсутствии в США дискриминации на законодательном уровне. Для подсчёта уровня привилегий для какой-либо социальной группы составляются списки подобных ситуаций, в которых члены этой группы могут подвергнуться предвзятому отношению (или наоборот, извлечь пользу) из-за принадлежности к этой группе[источник не указан 1821 день]. Пропоненты этой теории считают, что привилегии достаются их обладателям незаслуженно и более привилегированные группы населения должны так или иначе компенсировать их менее привилегированным[источник не указан 1821 день]. В наиболее радикальной интерпретации, представители привилегированных групп населения вообще не имеют права на какую бы то ни было критику в адрес маргинализованных/непривилегированных[источник не указан 1821 день].
- Интерсекциональность (англ. intersectionality) — один из ключевых элементов современной феминистской теории. Согласно теории интерсекциональности, различные формы угнетения (сексизм и патриархат, расизм, капитализм, гетеросексизм и другие) носят системный характер, пронизывают всё общество, все социальные институты и уровни социального взаимодействия, укрепляют и поддерживают друг друга[41].

Термин «борец за социальную справедливость» считается оскорбительным, и сторонники перечисленных выше идей сами себя так не называют, хотя есть исключения.
Термин «SJW» появился задолго до начала #GamerGate, но начал употребляться в прессе именно благодаря этому скандалу.

## Дальнейшее развитие событий
Следующей целью активистов «Геймергейта» оказалась Анита Саркисян — известная феминистка и блогер, осудившая кампанию травли Зоуи Куинн. Она также получала аналогичные угрозы, хотя это началось ещё до Геймергейта, незадолго до начала ею серии видео «Тропы против женщин в видеоиграх», в которых она критикует и обсуждает устоявшиеся женские образы в видеоиграх, чрезмерную их сексуальную объективацию и выполнение ими второстепенной роли девы в беде, которую должен спасти мужской персонаж. После запуска краудфандиговой кампании часть геймерского сообщества отрицательно отреагировала на её заявления на том основании, что Саркисян, будучи не геймером, слабо разбирается в играх и не имеет права их критиковать. Сразу после этого активистка стала получать многочисленные угрозы изнасилования и физической расправы и была вынуждена покинуть свой дом. Сторонники Саркисян поддержали её денежными средствами. Краудфандинговая кампания для «Тропов против женщин в видеоиграх» собрала 158 тысяч долларов вместо ожидаемых 6 тысяч и вместо запланированных изначально 6 серий Саркисян выпустила 14.
Кроме того, значительное количество угроз получила Брианна Ву, соосновательница студии разработки инди-игр Giant Spacekat и жена известного иллюстратора Фрэнка Ву, активно выступавшая на стороне Зоуи Куинн в Twitter. В результате этих событий она приняла решение основать фонд правовой защиты женщин, считающих себя пострадавшими от #GamerGate, а также назначила награду в $11 000 за предоставление информации, необходимой для уголовного преследования авторов вышеупомянутых угроз.
Угрозы поступали также и в адрес сторонников #GamerGate; так, в частности, Стивен Уильямс, более известный в Twitter и на Youtube как «Boogie2988», утверждает, что получал угрозы убийством как в свой адрес, так и в адрес своей жены. В мае 2015 года в полицию Вашингтона поступили сведения о бомбе, заложенной в ресторане, где была запланирована встреча сторонников «Геймергейта» (в том числе Кристины Хофф Соммерс и Майло Яннопулоса), впоследствии оказавшиеся ложными.
Практически вся мейнстримная пресса встала на сторону противников #GamerGate, особенно резко осуждая угрозы, поступившие в адрес Куинн, Саркисян и других участников скандала. Та часть репортёров, которую сторонники «Геймергейта» считают принадлежащими к числу «борцов за социальную справедливость», считают, что вся кампания — не более чем попытка привилегированных белых мужчин навязать своё мнение всему геймерскому сообществу и добиться полного удаления феминистических идей из культуры компьютерных игр. В ответ на это сторонники «Геймергейта» из числа женщин и расовых меньшинств запустили новый хештег #notyourshield, под которым осуждали попытки «SJW» использовать их в качестве «щита» против критики своих идей. По утверждениям противников #GamerGate, аккаунты, принявшие участие в кампании #notyourshield, на самом деле не принадлежат женщинам или представителям каких-либо меньшинств, а были сфабрикованы пользователями 4chan. Ряд веб-сайтов стали массово удалять комментарии и учётные записи сторонников «Геймергейта». В свою очередь противники «Геймергейта» стали всё активнее атаковать само сообщество 4chan. Вскоре Кристофер Пул, основатель 4chan, запретил все обсуждения на сайте, связанные с «Геймергейтом». В результате сторонники перенесли свою активность на сайт 8chan. По примерным оценкам издательства Deadspin, количество активных сторонников «Геймергейта» оценивается в 10 000 человек и именно они являются основными распространителями хештега #GamerGate. Многие из участников также создавали поддельные аккаунты в Twitter, выдавая себя за вымышленных людей, поддерживающих «Геймергейт».
Кроме того, в начале скандала сторонники «Геймергейта» организовали на 4chan кампанию по сбору средств в поддержку организации The Fine Young Capitalists (TFYC), занимающейся поддержкой независимых инициатив в медиа-индустрии (в том числе разработки видеоигр) с позиций феминизма. TFYC до этого вступали в конфликт с Зоуи Куинн из-за её критики в адрес организованного TFYC конкурса разработчиц видеоигр. В целом было собрано около $5000, после чего аккаунт TFYC на Indiegogo был взломан, и кампания была закрыта. Издание Vice отмечает, что, по мнению некоторых комментаторов на 4chan, эта кампания должна была усилить PR-позиции сторонников «Геймергейта».

### В России
В октябре 2014 года колумнистка Дарья Татаркова опубликовала статью в Wonderzine, где осудила статью руководителя российской версии IGN Константина Говоруна под названием «Сексуальная объективация — это прекрасно». Как впоследствии рассказал в своём блоге сам Говорун, материал должен был показать, что героиня игры может позволить себе быть сексуальной, если для неё прописан богатый бэкграунд и она интересна как личность, тогда как сексизм (понимаемый как открытая дискриминация по половому признаку) должен быть искоренён. Позицию Говоруна о сексуальности героини игры Bayonetta 2 поддержал и Сергей Галёнкин, по мнению которого попытки обвинить игры в подрыве моральных устоев и унижении женщин — не борьба за права женщин, а классический пуританский консерватизм. После этого статья Говоруна была убрана с российского сайта IGN. В дискуссию вокруг статьи включился коллективный блог об играх Kitchen Riots, чья редакция полностью состоит из девушек. Их позиция тоже подверглась жёсткой критике со стороны феминисток.
Издания Meduza и «Афиша» в своих материалах осудили проблему сексизма в видеоиграх и травлю активисток, принимающих участие в конфликте. Вадим Елистратов из TJournal, с одной стороны, осудил противников «Геймергейта» за двойные стандарты, но, с другой, также признал наличие сексизма в видеоиграх и игровой среде как серьёзную проблему.
Полина Малахова из журнала «Игромания» считает агрессивными и необъективными одинаково и сторонников, и противников «Геймергейта». Представители игрового сайта DTF придерживались нейтральной позиции в освещении темы. Редакции Канобу, Игры@Mail.Ru и Навигатор игрового мира приняли позицию сторонников «Геймергейта», защищая ценности традиционного игрового сообщества и отрицательно относясь к идеям феминизма и политкорректности.

## Социальные и культурные последствия
Наблюдатели в общем охарактеризовали скандал, связанный с «Геймергейтом», как резкую реакцию на многолетние попытки игровой индустрии целиться исключительно на мужскую игровую аудиторию и запоздалую реакцию на изменение демографической аудитории — в частности, увеличение доли игроков-женщин. В частности, было замечено, что сторонники «Геймергейта» проявляли предвзятое отношение к женщинам-разработчикам и людям, занимающимся социальной критикой и анализом видеоигр. Другое мнение высказывает Натаниэль Гивенс из издательства First Things, характеризуя «Геймергейт» как реакцию на агрессивное продвижение прогрессивной среды в культуру видеоигр.
После скандала правительство США решило ужесточить уголовную ответственность за угрозы преследованием, изнасилованием и физической расправой в Интернете.

### Ксенофобия
Одна из главных идей сторонников «Геймергейта» заключалась в непринятии ценностей феминизма. Некоторые сторонники отрицали такое мнение, хотя и признавали проблему женоненавистничества в игровой среде. Антонсен, Акс и Карлстром, описывая «Геймергейт» в своей работе в журнале Nordic Journal of Science and Technology Studies, заметили, что его сторонники часто высказывали ненависть к определённым группам людей, особенно к женщинам, поднимая даже такие вопросы, как полное изгнание женщин из игровой индустрии, среды или даже ограничение их гражданских прав. Джон Стоун на сайте The Guardian охарактеризовал сторонников «Геймергейта» как приверженцев право-консервативных ценностей. Было замечено, что, хотя сторонники «Геймергейта» активно обвиняли некоторых противниц-феминисток в том, что они сами не играют в видеоигры, они закрывали глаза на то, что на их собственную сторону встали многие консервативные учёные и популисты, не интересующиеся играми. Криселла Херцог заявила, что в дополнение к идеям женоненавистничества сторонники «Геймергейта» также часто оставляли резкие гомофобные, расистские и неонацистские комментарии. Некоторые сторонники с неонацистскими взглядами позже присоединились к альтернативным правым.

### Изменение игровой аудитории
«Геймергейт» также считается реакцией на меняющуюся культурную самобытность геймера, которая на заре существования видеоигр состояла преимущественно из молодых мужчин, что привело к появлению понятия «традиционного геймера» в США, то есть молодого, гетеросексуального, преимущественно белого мужчины, а игры продолжали создаваться с учётом на данную целевую аудиторию. Ещё поколение назад компьютерные игры ориентировались на относительно узкий круг молодых людей, которые наиболее вероятно сталкивались с проблемами при общении с семьёй и одноклассниками в реальной жизни. В компьютерных играх и тематических сообществах они нашли для себя безопасное пространство, избирательное к своей аудитории. Однако на протяжении многих лет растущая популярность игр расширила аудиторию геймеров, которая включила тех, кто не соответствует демографическим характеристикам «традиционного геймера». Этому особенно способствовал выход игр с художественными, культурными темами, инди-игр, мобильных и казуальных игр. Например, ежегодный опрос, проведённый организацией Entertainment Software Association, показал, что в 2014 году женщины составляли 48 % всех игроков, вопреки распространённому мнению сторонников «Геймергейта», что игры являются исключительной мужской территорией. Увеличение доли женщин и темнокожих людей в игровом сообществе рассматривается многими «традиционными» геймерами как вторжение в их «личное и единственное безопасное пространство», отсюда и следует ненависть к данным группам в игровой среде, по этой причине женщины-игроки и иные группы «нетрадиционных» геймеров находятся в самом уязвимом положении внутри геймерского сообщества и терпят частые и необоснованные оскорбления.

### Влияние изменяющейся аудитории на игры
На этом фоне, приспосабливаясь к новой аудитории, многие игры, выпущенные после 2010 года, стали отказываться от традиционных для игр сюжетных линий и сеттинга, что вызвало недовольство у игроков из круга «традиционно» настроенных геймеров, особенно в отношении отказа от представления женского персонажа как сексуального объекта, образа девы в беде, а также в отношении демонстрации менее сексуальных, «более реалистичных» женских образов ради привлечения женской игровой аудитории. На фоне «Геймергейта» феминистка Анита Саркисян описала распространённые женские стереотипы в играх, критикуя их и связывая с представлением женщины как исключительно сексуального объекта. Её деятельность была крайне враждебно и агрессивно встречена сторонниками «Геймергейта», а Саркисян стала даже получать угрозы со стороны некоторых игроков. Подобные инциденты привели к ещё более активным дебатам о царящем сексизме в среде игроков. Скандал, связанный с «Геймергейтом», побудил многих игровых издателей обратить больше внимания на разнообразие игровой аудитории, выходящей за рамки «традиционного геймера», и больше работать над тем, чтобы приспособить свои игры для более широкой аудитории, включая женщин и представителей сексуальных меньшинств. Например, в играх после 2015 года выпуска было заметно увеличено количество женских персонажей, в том числе и главных героинь, которые не предстают в сексуальных образах.

### Критика
Часть статей, поддерживающих «Геймергейт», ссылалась на агрессивную атаку лево-прогрессивного общества против игровой индустрии на фоне того, что она уже и до скандала постепенно начала меняться в пользу более широкой игровой аудитории. Также они ссылались на атаку геймерской культуры, попытки её дискредитации и даже существование теории заговора. Редактор журнала Paste считает «Геймергейт» результатом того, что игровые издатели стремились расширить демографическую аудиторию вместо того, чтобы сосредоточиться на «классических геймерах», которые, по мнению журналиста, — «именно то, что необходимо видеоиграм». Брендан Кио из Overland заявил, что противники «Геймергейта» не ставили перед собой цель дискредитировать классических геймеров, выставляя их маргиналами, а их основная цель заключается в искоренении культуры ненависти внутри сообщества к «нетрадиционным группам» игроков и перераспределении власти внутри игрового сообщества в соответствии с демографией современной игровой аудитории.
Бриджит Блоджетт, адъюнкт-профессор Университета Балтимора, заметила, что гневная реакция традиционных геймеров является прямой ответственностью самой игровой индустрии, которая последние десятки лет через свои игры и рекламу культивировала белых мужчин молодого возраста как единственную и избранную аудиторию, и эта самая аудитория приняла данную идею. Но нацеливаясь на узкую демографическую аудиторию неизменно достигаешь точки насыщения. И когда игровые компании начали менять свою ориентацию в сторону интересов более широкой аудитории, это вызвало закономерно негативную эмоциональную реакцию в духе: «Если мы для вас всегда были самыми важными, почему вы вдруг стали так беспокоиться об этих других людях?».